# Free Hand
Free Hand ist das siebte Studioalbum der britischen Progressive-Rock-Band Gentle Giant. Es wurde 1975 bei Chrysalis Records veröffentlicht.

## Entstehungsgeschichte
Nach länger anhaltenden Differenzen beendeten Gentle Giant die Zusammenarbeit mit ihrem Management, zusätzlich wechselten sie von ihrem bisherigen Musiklabel WWA Records zu Chrysalis Records, was es ihnen erlaubte, ihre Arbeiten an Free Hand entspannter angehen zu können. Die Titel für das Album wurden im April 1975 in den Advision Studios in London aufgenommen. Zusätzlich zu der üblichen Stereoversion wurde es auch in 4-Kanal-Quadrofonie abgemischt, die jedoch erst 2012 vermarktet wurde.

## Musikstil
Die Stücke von Free Hand sind durch die von Gentle Giant bekannte komplexe Kompositionen, mit Einbeziehung klassischer Formen wie Kanons, Fugen und Kontrapunkten, aber auch durch Polyphonie, Polyrhythmik sowie Polymetrik gekennzeichnet. Einige Titel enthalten Elemente der Musik der Renaissance, wie sie bereits auf dem Vorgängeralbum The Power And The Glory zu hören waren, ebenso wie Titeln mit rocklastigeren, und Folkrock- und A-Cappella-Elementen.

## Inhalt
Der Titel On Reflection eröffnet mit einer vierstimmigen A-Capella-Fuge mit einem ausgelassenen Spiel vokaler Kontrapunkte und geht in einen renaissancemusikartigen Teil über, wie er bei Talybont dominiert.

### Titelliste
Alle Titel wurden von Kerry Minnear, Derek Shulman, und Ray Shulman geschrieben.
| Nr. | Titel         | Gesang                                                               | Länge |
| --- | ------------- | -------------------------------------------------------------------- | ----- |
| 1.  | Just the Same | Derek Shulman                                                        | 5:33  |
| 2.  | On Reflection | Derek Shulman, Ray Shulman, Kerry Minnear, Gary Green, Kerry Minnear | 5:43  |
| 3.  | Free Hand     | Derek Shulman Kerry Minnear                                          | 6:14  |

| Nr. | Titel           | Gesang                       | Länge |
| --- | --------------- | ---------------------------- | ----- |
| 4.  | Time to Kill    | Derek Shulman, Kerry Minnear | 5:08  |
| 5.  | His Last Voyage | Kerry Minnear                | 6:26  |
| 6.  | Talybont        | (Instrumental)               | 2:43  |
| 7.  | Mobile          | Derek Shulman                | 5:03  |

## Veröffentlichungen
Das Album wurde am 22. August 1975 veröffentlicht. Es zeichnet sich durch eine hohe Produktionsqualität aus und ist weniger dissonant und zugänglicher als sein Vorgängeralbum.
In den USA wurde 1990 eine Neuauflage als CD auf One Way Records veröffentlicht, deren erste Auflage jedoch nach Kundenreklamationen aufgrund ihrer mangelten Tonqualität wieder vom Markt zurückgerufen wurde und durch eine remasterte Auflage abgelöst wurde. Beide Ausgaben nennen fälschlicherweise 1972 als Aufnahmedatum des Albums. Diese CD-Veröffentlichung weicht in einigen musikalischen und gesanglichen Details von der europäischen Erstveröffentlichung ab. Ihr lag ein von der Band roh erstelltes Multitrack-Mischband zugrunde, welches nicht als Masternband vorgesehen war und bei dem es sich um eine Reduzierung oder Variation des 4-Kanal-Mixes handelte. Hier werden bei Titme To Kill einige Zeilen von Derek Shulman anstatt von Kerry Minnear gesungen. Gegenüber der originalen Aufnahme setzt das Schlagzeug bei On Reflection eine halbe Strophe früher ein und ist im Höhepunkt des Stückes, wo die ganze Band wieder ansetzt, kaum noch hörbar. Bei Just The Same gibt es ein paar zusätzliche Takte im Gitarren-/Schlagzeug-Breaks und Hintergrundgeräusche treten hier viel deutlicher hervor. Schließlich fehlt am Ende des Albums der Trommelwirbel.
2009 veröffentlichte Alucard Music/EMI Records eine CD auf Basis der originalen ¼-Zoll-Bänder in 24bit 96k Hi-Resolution.
Die 4-Kanal-Mischung wurde schließlich 2012 auf DVD mit einer Codierung der Mehrkanalformaten in LPCM, DTS und Dolby Digital Surround Sound.
Am 25. Juni 2021 veröffentlichte der Musiker und Produzent Steven Wilson einen neuen Remix in Dolby Atmos und Surround-Sound 5.1, begleitet von individuell animierten Bildern zu jedem Titel auf Blu-ray. Darüber hinaus wurden der Original-Flat-Mix, der Original-Quadrophonie-Mix von 1975 und ein Instrumental-Mix auf einer Digipack-CD veröffentlicht. Außerdem wurde ein Doppelalbum auf Vinyl veröffentlicht, das sowohl den Original-Flat-Mix als auch die von Steven Wilson neu abgemischte Version enthält.

## Rezeption
Martin C. Strong beschreibt das Album in seiner Great Rock Bible:

“Duly signing a new deal in Britain with Chrysalis Records, their seventh album Free Hand (1975), again only found a paying audience (and Top 50 status) across the water. However, it did contain impressive vocal gymnastics, much in evidence on jewels in the crown, "Just The Same" and the renaissance/retro, part a cappella/part folk-rocker "On Reflection"; the latter combining four pieces of group scribed fugue. Minnear's un-medieval meanderings on the ivories for the pure-prog title track was just the ticket for a group still going strong despite others such as ELP and the aforementioned Genesis and King Crimson were collapsing under rock's evolution. Although at times exquisitely off-kilter, tracks such as "Time To Kill", the beautiful "His Last Voyage", the folkie "Mobile" and Tudor-esque instrumental ditty "Talybont", gave the set an aura of accessibility – a classic!”

„Nachdem sie in Großbritannien einen neuen Vertrag mit Chrysalis Records unterschrieben hatten, fand ihr siebtes Album Free Hand (1975) wieder nur auf der anderen Seite des Wassers ein zahlendes Publikum (und einen Top-50-Status). Es enthielt jedoch beeindruckende Vokalgymnastik, die in den Glanzstücken Just The Same und dem Renaissance/Retro-, teils A-cappella-, teils Folk-Rocker On Reflection deutlich zu hören war; letzterer kombinierte vier Stücke einer von der Gruppe geschriebenen Fuge. Minnears nicht-mittelalterliches Mäandern auf den Elfenbeinen für den reinen Prog-Titeltrack war genau das Richtige für eine Gruppe, die immer noch stark war, obwohl andere wie ELP und die bereits erwähnten Genesis und King Crimson unter der Entwicklung des Rock zusammenbrachen. Obwohl die Stücke wie Time To Kill, das wunderschöne His Last Voyage, der Folk-Song Mobile und das Tudor-eske Instrumentalstück Talybont zuweilen herrlich schräg waren, verliehen sie dem Set eine Aura der Zugänglichkeit - ein Klassiker!“

### Charterfolge
In seinem Heimatland schaffte es das Album nicht in die Britischen Albumcharts. In den US-Billboard 200 erreichte das Album 1975 Platz 48 und in Kanada Platz 49. Die Neuauflage von Free Hand stieg in Deutschland für eine Woche in die Albumcharts ein und erreichte am 2. Februar 2021 Platz 43.
| \| ChartsChartplatzierungen \| Höchstplatzierung \| Wochen \| \| ------------------------ \| ----------------- \| ------ \| \| Deutschland (GfK)[9] \| 43 (1 Wo.) \| 1 \| |                   |        |
| ChartsChartplatzierungen | Höchstplatzierung | Wochen |
| Deutschland (GfK) | 43 (1 Wo.)        | 1      |

## Besetzung
- Gary Green – E-Gitarre (1-7), Akustikgitarre (5, 7), Sopranblockflöte (2, 6), Gesang/Begleitgesang (2)
- Kerry Minnear – Klavier (1-5, 7), Hammondorgel (1, 2, 4, 5, 7), Clavinet (3, 5-7), Minimoog (1, 2, 4), Synthesizer (1, 3, 6), Cembalo (2, 6, 7), Rocky Mount Instruments Elektronisches Piano (3, 4), Wurlitzer Electric Piano (1, 3, 4), Honky-Tonk-Piano (7), Celesta (2), Glockenspiel (2), Vibraphon (1, 2, 5), Marimba (2), Pauken (2), Harfe (2), Cello (2), Tenorblockflöte (6), Gesang (2-5)
- Derek Shulman – Gesang (1 - 4, 7), Altblockflöte (6), Altsaxophon (1)
- Ray Shulman – Bass, Elektrische Geige (7), Violine (7), Bratsche (2), Gesang (2)
- John Weathers – Schlagzeug (1-5, 7), Tamburin (1, 6, 7), Große Trommel (2, 6), Tomtom (6, 7), Kleine Trommel (2), Triangel (2), Becken (2), Holzblock (3), Kuhglocke (3), Rahmentrommeln (7), Perkussion (2)

### Technik
- Gentle Giant – Produktion
- Gary Martin – Tontechnik
- Paul Northfield – Tontechnikerassistenz
- Gentle Giant – Cover Design
- Richard Evans – Grafik